# Ballerina (язык программирования)
Ballerina - язык программирования с открытым исходным кодом и платформа, разработанная WSO2 для применения в сфере облачных технологий. Язык отличается простотой, и кроме того, подходит для решения прикладных задач разработки.
Это проект с открытым исходным кодом, начатый в 2015 году разработчиками из WSO2 как пакет коммерческих продуктов, и программная альтернатива конфигурационным инструментам интеграции, таким как EAI и ESB.
Он имеет различные конструкции, ориентированные на облачную разработку, включая поддержку современных форматов данных и протоколов, надежность, распределенные транзакции, API-интерфейсы и потоки событий.

## История
Ballerina была разработана WSO2 для повышения эффективности разработки приложений, использующих распределённые облачные системы. При разработке языка учитывался многолетний опыт корпоративной разработки. В 2017 году, разработчики впервые публично объявили о языке, а 10 сентября 2019 года вышла его первая версия.

## Примеры кода

### Hello World[17]
```
import ballerina/io;

// Функция "main" - точка начала выполнения программы
public function main() {
    io:println("Hello, World!");
}
```

### Ветвления[18]
```
import ballerina/io;

public function main() {
    int a = 10;
    int b = 0;

    // Ветвление if
    if (a == 10) {
        io:println("a == 10");
    }

    // Ветвление if-else
    if (a < b) {
        io:println("a < b");
    } else {
        io:println("a >= b");
    }

    // Ветвление if-else-if
    if (b < 0) {
        io:println("b < 0");
    } else if (b > 0) {
        io:println("b > 0");
    } else {
        io:println("b == 0");
    }
}
```